# Chukwubuike Adamu
Chukwubuike Adamu (ur. 6 czerwca 2001) – austriacki piłkarz, występujący na pozycji napastnika.

## Kariera klubowa
Adamu rozpoczął karierę w młodzieżowych drużynach GSV Wacker. W styczniu 2014 trafił do Grazer AK. Rok później dołączył już do akademii Red Bull Salzburg, gdzie przeszedł przez drużyny od U-15 do U-18.
We wrześniu 2017 po raz pierwszy został włączony do składu FC Liefering. W tym samym miesiącu zadebiutował także w drużynie Red Bull Salzburg w Lidze Młodzieżowej UEFA, zastępując Nicolasa Meistera w meczu z Bordeaux.
W lidze zawodowej zadebiutował w barwach FC Liefering w starciu przeciwko WSG Wattens w listopadzie 2018, kiedy wszedł w miejsce Karima Adeyemiego. We wrześniu 2020 roku zadebiutował w Red Bull Salzburg w meczu Pucharu Austrii z SW Bregen, wchodząc na boisko w 75. minucie w miejsce Masaya Okugawy.
15 lutego 2021, Adamu przeniósł się na wypożyczenie do szwajcarskiego zespołu FC St. Gallen.
Adamu strzelił swojego pierwszego gola dla Red Bull Salzburg w wygranym 1-0 ligowym meczu z Admirą 14 sierpnia 2021 r. Trzy dni później zadebiutował w Lidze Mistrzów UEFA, wchodząc jako rezerwowy, w wygranym 2-1, domowym meczu, z mistrzem Danii - Brøndby, w pierwszym meczu rundy play-off.

## Kariera międzynarodowa
Urodzony w Nigerii, Adamu reprezentuje Austrię na arenie międzynarodowej i grał w zespołach Austrii U-18, Austrii U-19 i Austrii U-21.